# 香港開埠初期歷史
香港開埠初期，指英國1840年代清朝割讓香港開始，至1898年租借新界為止。當時英屬香港從一個地瘠山多、水源缺乏的小漁村，興起逐步發展成一個自由港及轉口港，取代澳門在廣東對外貿易中的地位；同一時期，廣東頻頻陷入戰爭和動亂，廣東居民大批逃入香港，富商大賈也把資金轉入相對穩定的香港，香港此時發展以轉口貿易為主。

## 割讓香港
1842年至1898年，大清先後三次割讓新安縣城城外50公里的香港島、九龍半島及租借新界予英國，合稱割讓香港。香港自古是中原邊陲，當初連英國人也埋怨香港「荒蕪、不衛生、無價值」，後來才發掘到它是優良港口。
1842年估計，香港華人中有妓院23户、妓女439名，鴉片店鋪24家、鴉片販131名:107。

## 政治
鴉片戰爭清廷失敗，被迫割讓香港島予英國，香港遂成為英國殖民地。當時仍然為英國全權代表的砵甸乍於1842年10月27日在香港發出告示，稱「香港乃不抽稅之埠，准各國貿易，並尊重香港人習慣。」
1843年4月5日，維多利亞女王頒佈《英王制誥》，宣佈設置「香港殖民地」:469。4月6日，維多利亞女王向砵甸乍頒發《王室訓令》:469。耆英與砵甸乍於6月26日在香港就《南京條約》換約，砵甸乍遂依據《制誥》，正式成為首任香港總督。6月26日，香港正式歸屬英國:22。12月:469，清政府決定將官富巡檢司改為九龍巡檢司，巡檢駐地由赤尾遷回官富九龍寨，下設7個大鄉:28。
砵甸乍上任總督後，隨即依據《英王制誥》成立香港政府，設立議政局、定例局和最高法院。砵甸乍在1843年8月宣佈委任3名官守議員加入定例局，分別為莊士敦（前護理總督）、摩理臣（商務總監中文秘書兼傳譯員）及金尼（首席裁判司），因此定例局最初連總督在內，只有4名成員。定例局在1844年1月11日舉行首次會議，於同年2月26日通過首條《香港法例》。
1845年1月《中國叢報》載，香港總督之下有副總督、總督私人秘書、按察司、律政司（即檢察長）、高等法院登記官、高等法院翻譯官、輔政司、庫務司、考數司（即審計長）、總巡理府、駐赤柱助理巡理府、總測量官、船政廰兼海事法院法官、華民政務司兼税務官、總醫官及驛務司（即郵政局長）等:49。
1856年10月，廣州政府扣押一艘由中國人擁有、在香港註冊的西式中國帆船，並拘捕了涉嫌走私的船員。有謠言指事發時英國國旗被扯下，此舉被認為是對英國皇室的侮辱。英國以此為理由對華宣戰，進攻廣州。與此同時，一名法國巴黎外方傳道會神父被廣西官府處決，法國以此為藉口參戰。
最初香港政府有意從中國借調官員管理華人；但這種並行之政制，從未認真施行，其後因罪案日多，終於在1865年廢除這制度，以法律之前人人平等之原則代之:203。是年英廷修訂總督之訓令，規定「任何法例若對亞非人士有所禁制，而歐籍人士則不受其限者」，香港總督均不得批准施行；政府把香港當作營商貿易之地，採取放任政策，人人可以自由來往，一切秉公辦理:203:321。
香港政制採取英國海外屬土常用的模式，總督由英廷任命，議政局（其後稱為行政局）及定例局（其後稱為立法局）議員由政府委任，大多數為官守議員:321。立法局第一批非官守議員在1850年委出，至1880年才有首位華人議員（伍廷芳律師）:321；1896年行政局開始有非官守議員，而華人議員則於1926年始獲委出（周壽臣爵士）:321。長期以來，香港總商會和全體非官守太平紳士有權各自提名一人為立法局議員，這項安排於1972年終止:321。
在港居留的英國人曾數度力促成立自治政府，但英廷一直不予首肯，稱香港華人佔多數，難以由少數歐籍人士統治。1883年，政府成立衞生局，並由1887年開始以選舉方式選出部分成員:321。衞生局其後於1936年改組為市政局:321。
根據1898年6月9日在北京簽訂《展拓香港界址專條》，中方同意把九龍界限街以北直至深圳河的新界地域，以及235個島嶼租借予英國，為期99年:320。英方此舉僅在針對法俄兩國，而非對付中方:320。
1899年4月，英國人已接管新界:320。接管初期尚有零星反抗，但後來終告停止:320。新界遂成為香港的一部分，但與市區分開管理:320。

## 司法
自1841年1月英軍佔領香港後，華人案件由英軍第二十六步兵團上尉堅偉擔任（同時兼任典獄長和警察長）的總巡理府審理，重要案件則由查理·義律親自審理:32-33。
1843年1月4日，英國駐華司法院遷至香港，更名為香港法庭，採用英國軍事法庭的司法形式，任何居民犯法都以軍法裁決，但軍法制度僅維持了1年多。1844年5月，英國派遣休姆到港主持法庭事務，他公佈《司法機構條例》，廢除英國軍法，又規定香港司法獨立，不受任何人士和團體干預。華人居民訴訟時可沿用《大清律例》。香港總督則放棄兼任裁判官，不能干預法院之裁判結果。同年10月，位於今威靈頓街的最高法院成立，大部分英國法律都在香港適用。:32-33
開埠初年的司法體系分為兩級：
| 裁判司署 | 地方法庭 | 負責初級審訊               |
| 最高法院 | 民事庭   | 負責審理裁判司署上繳的案件 |
| 最高法院 | 刑事庭   | 負責審理裁判司署上繳的案件 |

1844年7月，律政司署籌組，由斯特靈擔任第一任律政司。法院體系和檢察體系成形後，獨立的司法制度和完善的法院體制便逐漸完備。
1846年1月，香港政府設立上訴機制，任何對最高法院裁判不滿的人士皆可以向英國樞密院上訴。:32-33
英國政府於1865年大幅修訂對香港總督的訓令，規定「任何法例若對亞非裔人士有所禁制，而歐籍人士則不受其限者」，香港總督均不得批准施行，確保法律面前人人平等，為日後穩固的司法制度奠下基礎。:321

## 經濟
自從香港於1842年成為自由港後，香港便成為區內一個重要的轉口港。多間英國洋行在香港設立，也吸引不少華人從事與貿易相關的業務，如搬運及運輸等。部份華商也來港設立南北行經商。從1841至1843年，在香港建立的洋行已有12間，它們多從事貿易業和貨倉業。當時房屋多為三層式平房，上層是居所，下層是辦公室，沿海並設有貨倉和碼頭方便裝卸貨物:86。1871年英商保羅·遮打和凱福·曉士在灣仔創立了香港碼頭及貨倉公司，成為首間公共貨倉:96。
工業方面，早年香港主要依賴造船業，在紅磡及香港仔等地均設有船塢。部分英商開辦輕工業，如水泥廠、糖廠、釀酒廠和冰廠等:86。
銀行業和金融方面，第一所銀行——倫敦東方銀行在1845年宣告正式成立:86。1862年7月1日，港督羅便臣推行幣制改革，以銀元作基本法定貨幣，匯率定為一銀元兌換英鎊四先令二便士，港府全部收支亦同時開始均以銀元計算，以解決混亂的幣制，當時市面上流通着墨西哥鷹洋、西班牙銀圓、中國銀錢、澳洲金幣和印度盧比等:91。新貨幣在英國鑄造，同時鑄造銅元作為輔幣。1865年3月3日，香港上海滙豐銀行正式成立。
香港開埠初期政府不收取任何稅款，只依賴賣地及牌照等收入。1844年11月，開埠後不久，港府通過新法規定鴉片零售商須要持牌，牌照由港督核發:80-81。1845年2月又通過《零星包賣鴉片細則》，詳細規定了煙館地點、營業時間和交易方式，至此鴉片成為合法商品:80-81。
自1850年代起，港府收取小量稅項，但由於一直不抽關稅，故對香港經濟發展影響甚微。
1861年5月29日，外國商人在香港成立「香港商會」（Hong Kong Chamber of Commerce），結束了商會設立前商人互不相助、各自為政、搶奪同業生意的局面。洋商也透過商會向英國政府表達對華商的不滿，從而獲得在香港的更大利益:93。
1856至1866年的十年間，隨着《天津條約》、《中英五口通商章程》的簽訂和上海等長江流域城市對外商開放，香港貿易額被上海後來居上。第六任港督麥當奴在任時，決定開徵印花稅以彌補財政赤字，儘管面對大批商人和香港立法局議員上書反對，但因得到英國政府支持，麥當奴仍堅決開徵印花稅，1868年的印花稅收入高達10.11萬元，紓緩了當時的財政危機:97-98。

## 公共事業與建設
香港開埠以後，公用事業相繼開辦，如1861年成立的香港中華煤氣公司、1885年的山頂纜車公司、1889年的香港電燈公司、1903年的中華電力公司、1904年的香港電車公司等:321。1910年九廣鐵路建成，當年由政府營辦:321。
香港中華煤氣於1861年成立，為香港島提供煤氣。政府於1863年完成興建香港首個水塘——薄扶林水塘，成為當時香港島的淡水供應主要來源。而電力則由1889年成立的香港電燈所提供。1890年，港燈的灣仔發電廠啟用並且向中環德輔道中的50盞電街燈供電，使香港成為亞洲第二個用電力點亮街燈的城市。
1841年6月，中環一帶已有50多座洋房建成，第一條馬路——荷李活道也在此時建成:86。由於香港島山多平地少，自1851年起，香港陸續進行填海工程:321，在維多利亞港上填海造地。雖然上環的文咸填海計劃得以於1860年代落成，可是於1856年提議的寶靈填海計劃因為備受反對而未能即時推行，以至中環至銅鑼灣一帶的填海工程至十九世紀末仍未能完成。
開埠不久，英國政府即宣布香港島土地為英國皇家所有，稱為「官地」（Crown Land），並進行拍賣，惟當時銷售情況不佳，商人對投資於這小島興趣不大，土地未能全部售出。义律規定土地只是出租，租用人須每年向政府繳納地租，渣甸洋行經理馬地臣1848年致函下議院，要求港督更改土地政策，減少地租:107-108。至十九世紀末，在經濟發展蓬勃下，華商和英商都積極參與競投土地。洋商又在1889年集資五千萬成立香港置地。

## 交通

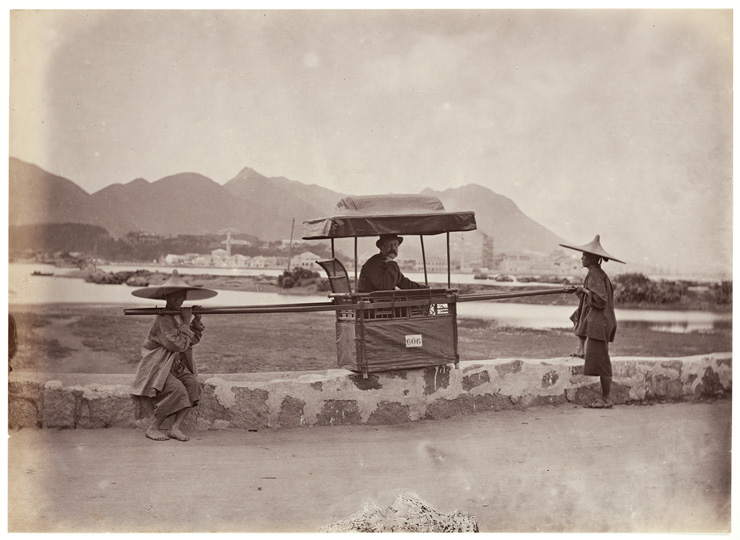
轎子作為代步工具（攝於1870年代）

當時陸路交通並不發達，一直只以馬車、人力車和轎子為主，缺乏集體運輸系統。雖然政府於1880年代提議了6段電車路線，但在踏入二十世紀前，只有連接洋人聚居地的山頂纜車於1888年通車。
水上交通方面，以帆船為主，查理·义律實施自由港政策，允許商船自由進出，以吸引外商利用香港轉口貨物:86。開埠初期有鐵行輪船公司經營香港來往英國和香港來往美國定期航班，1866年，太平洋郵船公司開設香港來往三藩市定期航線，海洋輪船公司（又名藍煙通輪船公司，因為旗下輪船煙囱都是漆成藍色的）則設香港來往上海航線:95。當時船隻船身為葡萄牙式設計，帆纜則為中國式的，被稱為「羅沙船」，是一種中葡合璧的帆船。至1870年代，蒸汽船從英格蘭引進香港，開始提供尖沙咀至中環航線的不定期服務，這航線至今演變為橫渡維港的天星小輪航線。
碼頭方面，初期海岸只有竹架碼頭，簡陋非常。1863年1月，灣仔建成了一座木製新碼頭，長250英呎，伸入海中，是香港島首座可供汽船停泊的現代化碼頭，解決了遠洋汽船無法靠岸停泊，只能停留於海港中的問題，新的航運設施推動了早期香港的航運業與貿易業的蓬勃發展:96-97。
鐵路運輸方面，在1898年英國剛租借新界後，便建議修築九龍至廣州鐵路，以利於廣州通商的英國商人及以便更容易深入中國，從中獲取更多利益:144。1899年3月，經英方多番遊說後，與清廷簽訂《九廣鐵路合同》，由清廷鐵路大臣盛宣懷簽訂有關草約，原計劃修築121英里，以羅湖橋為界分英、華兩段。英段部分由英國政府負責，資金由英國政府在香港以公債方式集資；華段部分由清政府負責，但由於清廷於歷經多次戰爭後，賠款太重，資金不足，故只能向英國借款修建:145。1910年，耗資130萬英鎊的九廣鐵路英段落成，為單線鐵路。1911年，隨着九廣鐵路華段也落成啟用，全線九廣鐵路亦告正式貫通。

## 人口

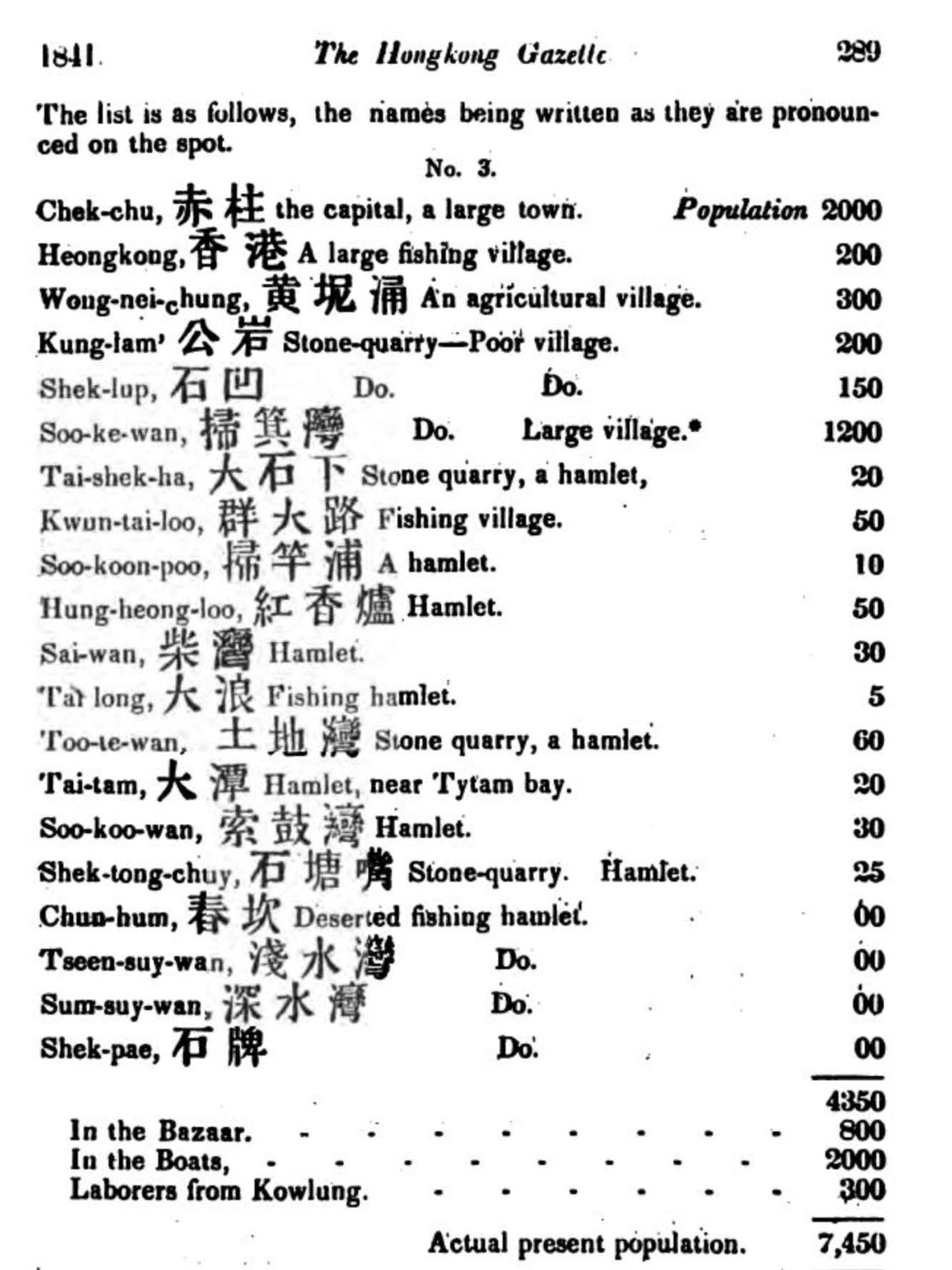
《中國叢報》1841年香港島人口統計

開埠初期的發展並不順利，不良分子麇集，罪行猖獗，熱病和颱風威脅居民的生命財產，但仍然有很多華人移居這個由外人統治的小島:320。香港在1851年時有人口32,983人（華人佔31,463人），1931年增至878,947人（華人佔859,425人）:320。
香港的華人只求當局不加以干擾，故在英屬香港政府的開明統治下，均能安居樂業:320。香港漸漸成為中國移民的聚居地，以及與海外華僑通商的中心:320。使用香港港口的遠洋船，在1860年有2,889艘，1939年增至23,881艘:320。香港主要與中國通商，故不得不順應中國習慣，於1826年採用銀元制:320。中國於1935年放棄銀元本位時，香港也隨而改變幣制:320。
1841年，英國為全香港島進行人口統計，當時島上只有村民約1400人，聚居於20多个村落，他們是最早期的香港原居民。
1851年太平天國之亂爆發，不少華南商人遷往香港逃避戰亂。香港人口由1851年的33,000多人增加至1865年的12萬多人。香港亦逐漸取代廣州，成為中國沿海的主要轉口港。除了貨物的轉運外，香港亦成為華南中國人移居海外的中轉站。從1851年至1900年期間，逾200萬廣東人及福建人經由香港移居海外，或被運往海外充當苦力。
當時香港的華人圈子及洋人圈子壁壘分明，洋人主要聚居在中環一帶，華人則主要聚居在上環一帶。華人聚居地的衛生問題一直為人詬病。1890年代，華南發生鼠疫。1894年春，在廣州傳出逾10萬人死亡的消息。同年5月，上環太平山街一帶的中國人集中聚居的地區亦爆發鼠疫，每天的死亡人數最多達100人。結果當年之內共有2,552人死於瘟疫，為數約十萬名的華人離開香港，貿易額亦一度大幅下降。之後30年內，鼠疫仍然偶爾出現，1898年至1900年期間，再有1,290人死於鼠疫。

## 教育
教育方面，香港政府於1847年推行公立學校教育制度，補助中文學校的經費，於1873年將教會學校納入在內。首間官立學校——中央書院（今皇仁書院）於1862年開辦。1847年，香港政府推行公立學校教育制度，補助中文學校的經費；1873年，主要由教會營辦的學校也納入政府補助計劃內:321。1887年，香港西醫書院成立，為香港大學醫學院的前身，革命領袖孫中山是首屆學生。至十九世紀末，隨着中國清朝的科舉制度沒落、西學的興起和海外地區各大學紛紛建立，一些有識之士和英國商人都渴望香港能建立一所大學，以維護和擴展英人在香港的利益，在香港政府與英商的籌劃下，香港大學在1911年3月正式成立，並通過了《1911年大學條例》（University Ordinance 1911）。大學歸併了已開辦的西醫書院和工學院，再加上增辦的文學院構成，早期學生都是男寄宿生:136-138。

## 社會民生
居住環境和衛生方面，當時隨着華人人口不斷增加，居住區高度密集，街道破舊不堪，衛生設備落後，部分人更在家中飼養家禽，衛生惡劣，造成臭氣薰天。其後港府禁止市民在家養豬、羊及其他動物。1851年12月28日，華人居住區發生災難性大火，由於房屋多為木建築，火勢一發不可收拾，472間中式房屋被燒毀成灰燼，整片區域一夜間變成了焦土。事後港督般咸規定以後所建造房屋都須以磚頭和石塊作建材，樓房間保持足夠空間作緊急逃生用:87-88。太平山街上，有廣福義祠專門作為貧困華人暫居的地方，部分流浪死者會被安置在義祠中，等候運回家鄉，義祠內衛生條件較差:102-103。
1883年政府成立衛生局，並由1887年開始以選舉方式委任部分成員；衛生局於1936年改組為市政局:203。港督寶雲任內成立了衛生委員會，但未能足夠發揮作用，馬師決定重組該會並增加非官守委員人數，提高委員會的權力，加快改善環境衛生，1887年9月在港督金馬倫的主持下，《公共衛生條例》獲立法局通過，取消成立健康局的建議，但增加衛生委員會的人數:124-125。
醫療方面，最早建立的華人醫院為1872年創立的東華醫院，為上環華人居住區的市民提供醫療服務，而貧病露宿者也不必再到廣福義祠，可改到東華醫院得到診治。1874年，西營盤醫院（政府公立醫院）成立，為是香港第一所非軍用的政府醫院。當時的主要醫院還包括那打素醫院及雅麗氏紀念醫院等。1884年，聖約翰救傷會在香港成立。
1894年，香港爆發鼠疫（俗稱黑死病），這場鼠疫據說源頭來自雲南，然後隨着雲南對外貿易、鴉片販運和人民流徙而傳至香港。1894年5月10日，署理輔政司宣佈香港為鼠疫疫埠，並緊急頒佈防疫條例，試圖遏止疫病的蔓延，此時市民在驚惶失措下慌忙逃離香港，香港政府的紀錄顯示在疫症發生的一年裏，2,679個病人中有2,485人去世，死亡率接近93%。為徹底清除瘟疫病毒，衛生人員下令封閉上環太平山區，區內民居亦悉數拆毀，改建為公園，成為了今天的卜公花園:134。至同年7月，疫情才開始稍為緩和:頁257。
治安方面，1844年港府頒佈宵禁令，禁止市民於晚上11時後夜遊以解決日益增加的搶劫和盜竊等罪案，在香港警隊未成立時，警察裁判司堅偉少校（Captain Caine）常親自率士兵夜間巡邏:82-83。香港警隊於1844年5月1日正式成立，早期的警察事務極為廣泛，除了負責公共安全，亦需要肩負起人口登記、出入境事務、海關、消防、稅收、簽發牌照（包括出生證明書、身份證、商業、轎子、山兜、人力車、車輛、妓院、大煙及狗等）、郵政、小販管理及潔淨局的相關事務等等。至1847年，警察總人數增至約150人，印籍佔81人、歐籍佔50人、華籍則佔24人。第二任港督戴維斯頒布《人口登記條例》，執法人員可隨時向形跡可疑者查閱人口登記證。
1841年，英國在香港島上建立第一所監獄——中央監獄（1899年修訂《監獄條例》，次年中央監獄改名「域多利監獄」，以紀念英國維多利亞女王），當時華人囚犯和洋人囚犯的待遇很不同，華洋分開囚禁，華囚的囚倉異常擠擁，外國犯人的空間卻大四到五倍。華囚也須接受殘酷的獄刑對待，至1877年具有人道主義思想的港督軒尼詩關注華囚的待遇和被虐情況，提倡單獨囚禁制度、又規定華囚只可鞭笞一次、不再吃懲罰性飲食和公開鞭打等，華囚的牢獄生涯漸得到改善:119-121。早前在赤柱殺了兩名調戲婦女的英軍軍官，其后被捕的海盜徐亞寶于1851年死在域多利監獄。
香港社會當時充斥着各式地下賭館，政府雖已明令不准開設賭館和積極進行禁賭，但成效不彰，有些地下賭館經營者更趁機賄賂政府官員以保證賭館的豐厚收入。面對此世風日下的劣況，第六任港督麥當奴決定對賭博採取較寛容的態度，考慮進行賭博合法化，並從中抽稅，彌補政府收入的不足。麥當奴上任前，兩位前任港督都曾提出賭博合法化建議，但英政府致力反對，認為香港須維護英國的社會道德觀念。但在麥當奴力陳推銷下（例如認為賭風已難遏止，任其地下發展將導致更多犯罪活動等），賭博最終還是解禁。1867年5月，香港立法局決議賭博合法化，同年7月1日起賭禁撤銷，賭館須領牌並在登記官監督下經營。1868年8月至1869年6月，政府獲取賭稅收入從1萬增至22萬元。幾年後，由於賭博導致的問題浮現，如更多人終日沉迷賭博、打家劫舍、治安日差和動盪不安等等，在市民尤其是教會致函英國政府反對下，終在1872年恢復禁賭:99-101。

## 媒體與文化
報業方面，首份報刊《華友西報》（The Friend Of China）於1842年3月17日創刊，在此之前《香港公報》（Hong Kong Gaeete）已在英軍支持下刊印，但嚴格來說那只是一份官報。1845年，《德臣西報》（China Mail）創刊，本報由鴉片商渣甸支持，立場親英商利益為主:115-116。至1853年，首份華文報《遐邇貫珍》創刊，內容傳揚基督教為主，也向華人讀者介紹西方歷史、地理、科學、文學、政治、宗教各方面的知識及報導中西新聞。《孖剌西報》於1858年創刊中文附刊《中外新報》，內容主要報道船隻和貨物資料。
1858年《華友西報》因報道了讉責高官的消息而一度被迫停刊，可見當時新聞自由度較低及只能閱讀官方認可的內容:116。後期，陳靄庭在首名華人大律師和首名華人立法局議員伍廷芳支持下創辦《華字日報》。
於1860年代開始落腳香港的王韬，在應英華書院理雅各邀請為海外翻譯中文著作同時，開始涉足華文新聞事業，有多次擔任《華字日報》主筆。1873年理雅各回英國前，王韜和香港倫敦會印務所經理黃勝（平甫）合作，集資一萬墨西哥鷹洋銀元，買下英國倫敦會印務所的印刷設備，改名為中華印務總局，並獲梁雲漢（梁鶴巢）、馮明珊、陳瑞南（桂士）等人投資擔任總局值理人。在1874年時經利用該設施，印刷出版第一份華資中文日報《循環日報》。
四大寇之一陳少白於1899年在港創辦《中國日報》，內容宣揚革命思想。十九世紀後期，隨着中文報刊數目增加，報刊內容也有轉變，以政治性內容和報道清政府腐敗的內容為多，宣揚反清思想，因為當時清政府不接納任何反對聲音，這使香港日後發展成推翻清政府的革命份子立足地:116。以上述王韜和陳少白所主創者為典型，當時香港報章的影響也幅射到廣東，香港啟蒙思想傳播對廣東知識分子思想亦產生極大影響，改革派和革命派在省港兩邊論戰更有促進粵港的思想交流。
文娛藝術方面，大會堂圖書館和博物館被視為高尚的地方，只讓洋人進入，華人則只能於指定時間內使用圖書館。

## 防衛與軍事
1884年，香港水警總部在九龍尖沙咀建立，負責看管港內的船隻:111。水警總部已在1996年停用，現已列為法定古蹟，經翻新現址成為小型購物商場連酒店1881 Heritage。

## 天災
1874年9月，颱風吹襲香港，是為甲戌風災，造成2,500多人遇難，185艘漁船及35艘遠洋輪船沉沒:頁186，另有455隻船受損:頁186，財物損失達500萬港元:頁186，大量建築被摧毀，多個沿海和居民區、村落被夷為平地。
1889年5月29至30日發生特大暴雨成災，44人死亡及失蹤、6人受傷，並創下至今最高日雨量，達697.1毫米，低窪地帶被豪雨淹沒，山頂的泥石如瀑布般不斷傾瀉而下。這場暴雨被當時官方形容為「一場殘酷的、帶着雷電轟鳴的大暴雨」:131。

## 圖集

香港旗 （1876年至1910年）
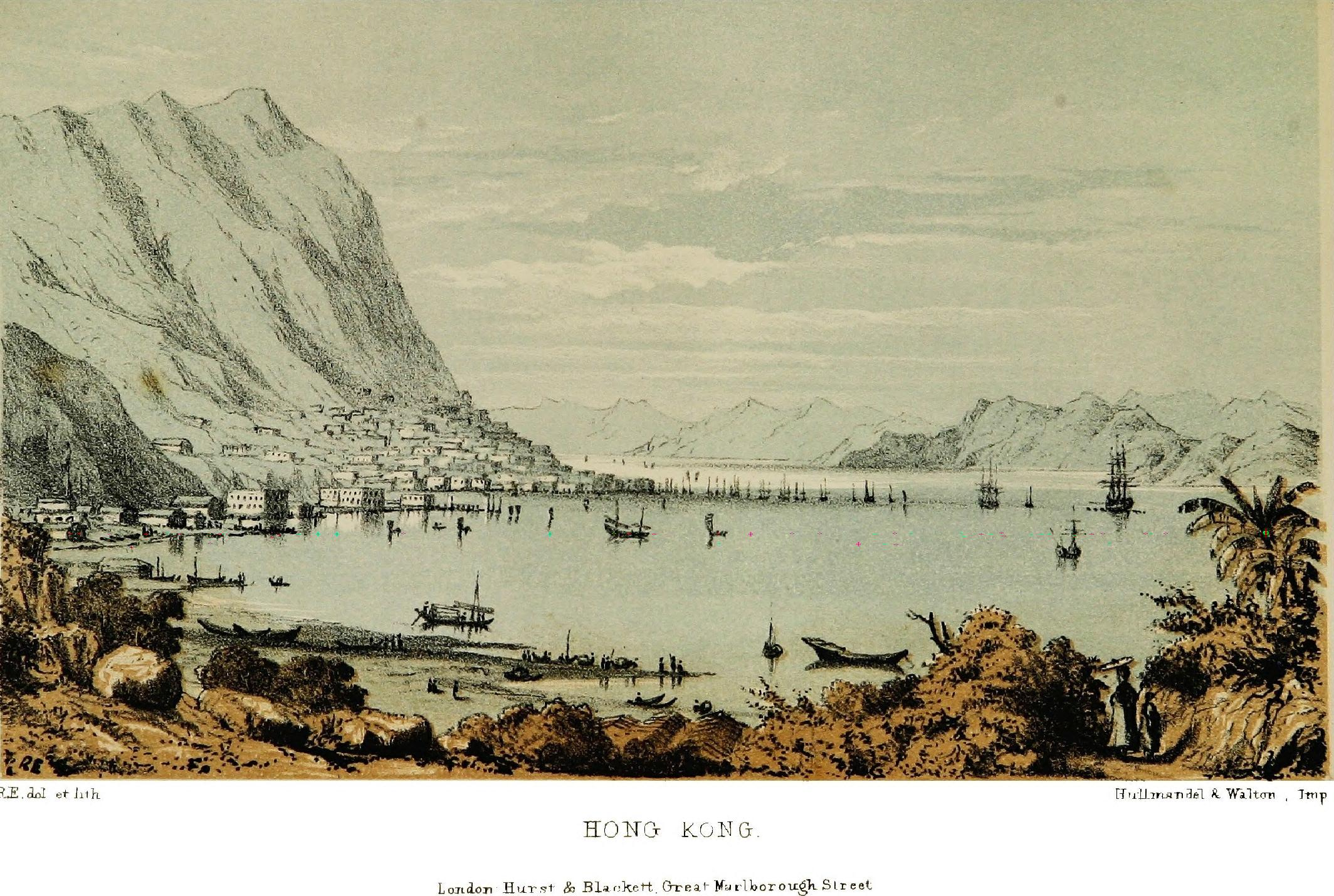
1854年的香港
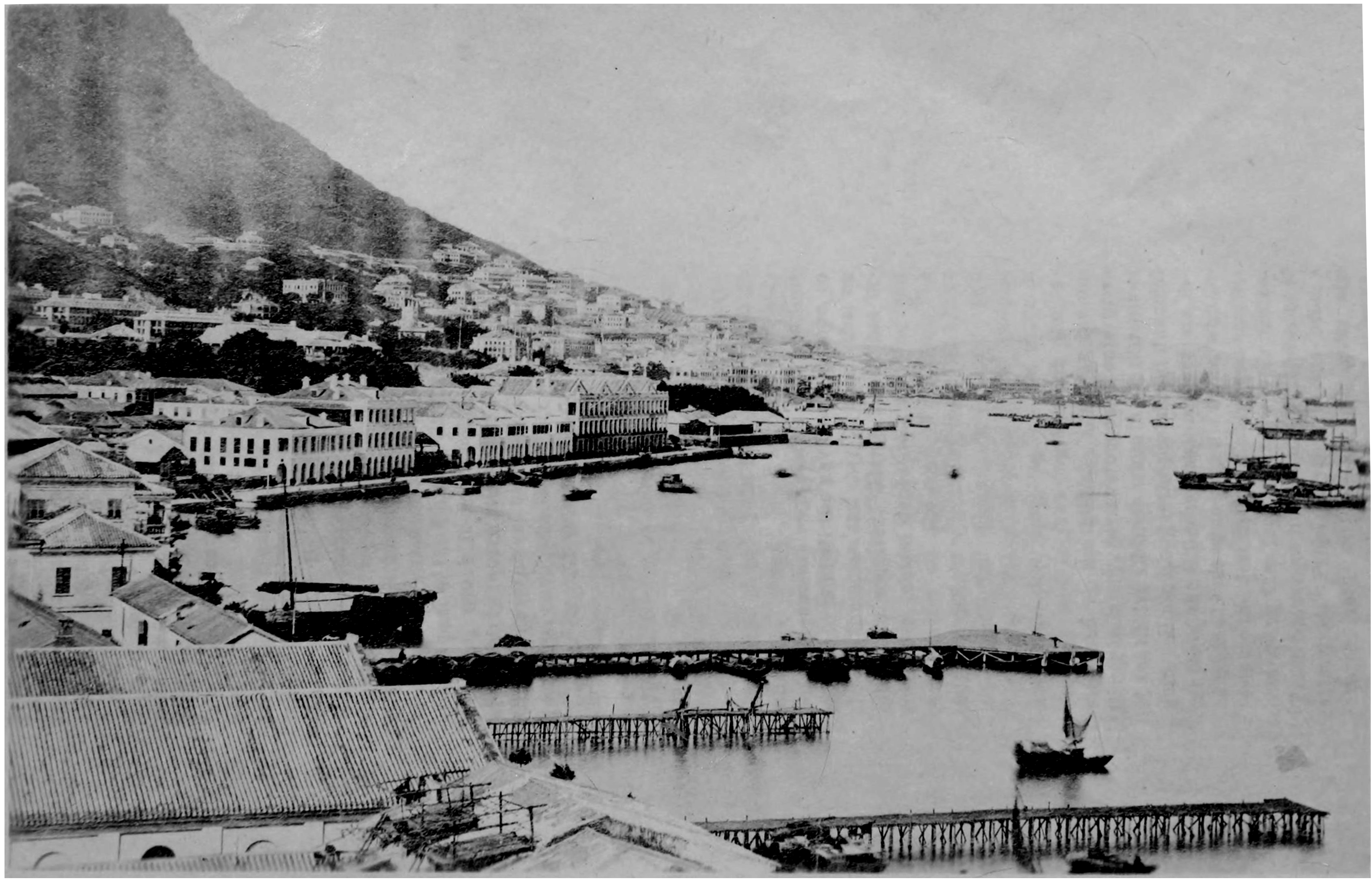
1872年的香港
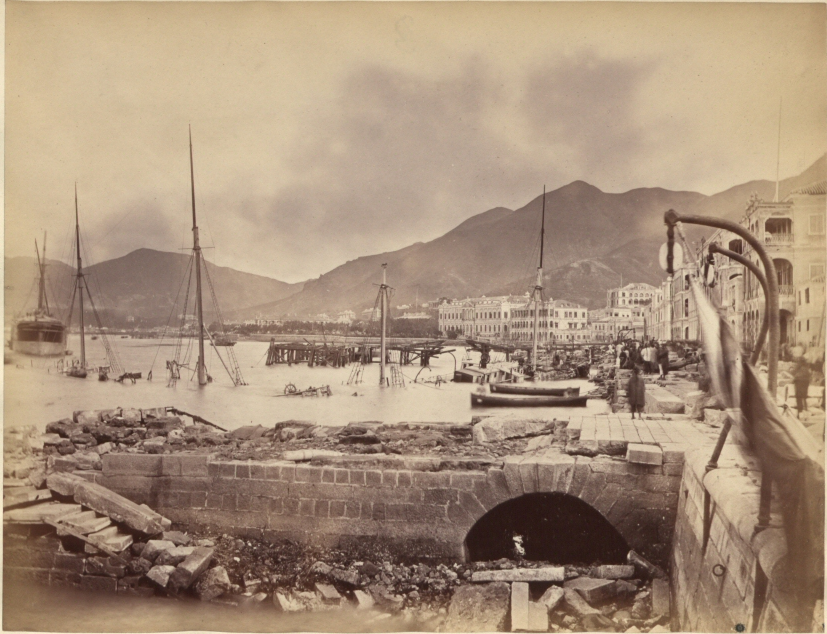
甲戌風災中大型輪船沉沒中環海傍，碼頭損毀嚴重
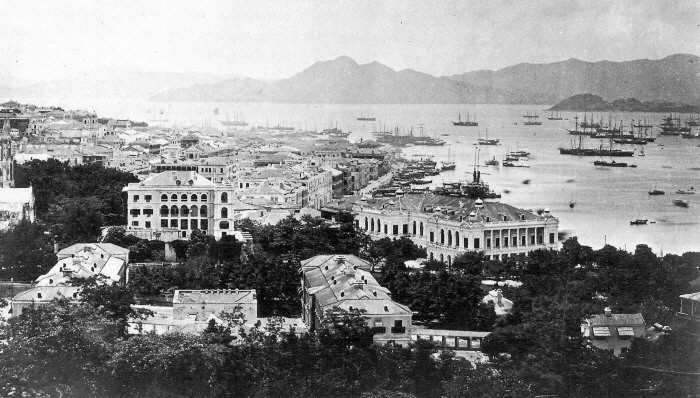
1895年的中環
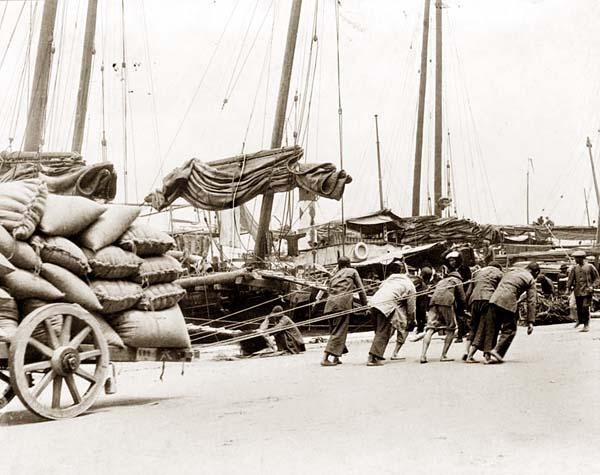
1890年香港島的貨運工人
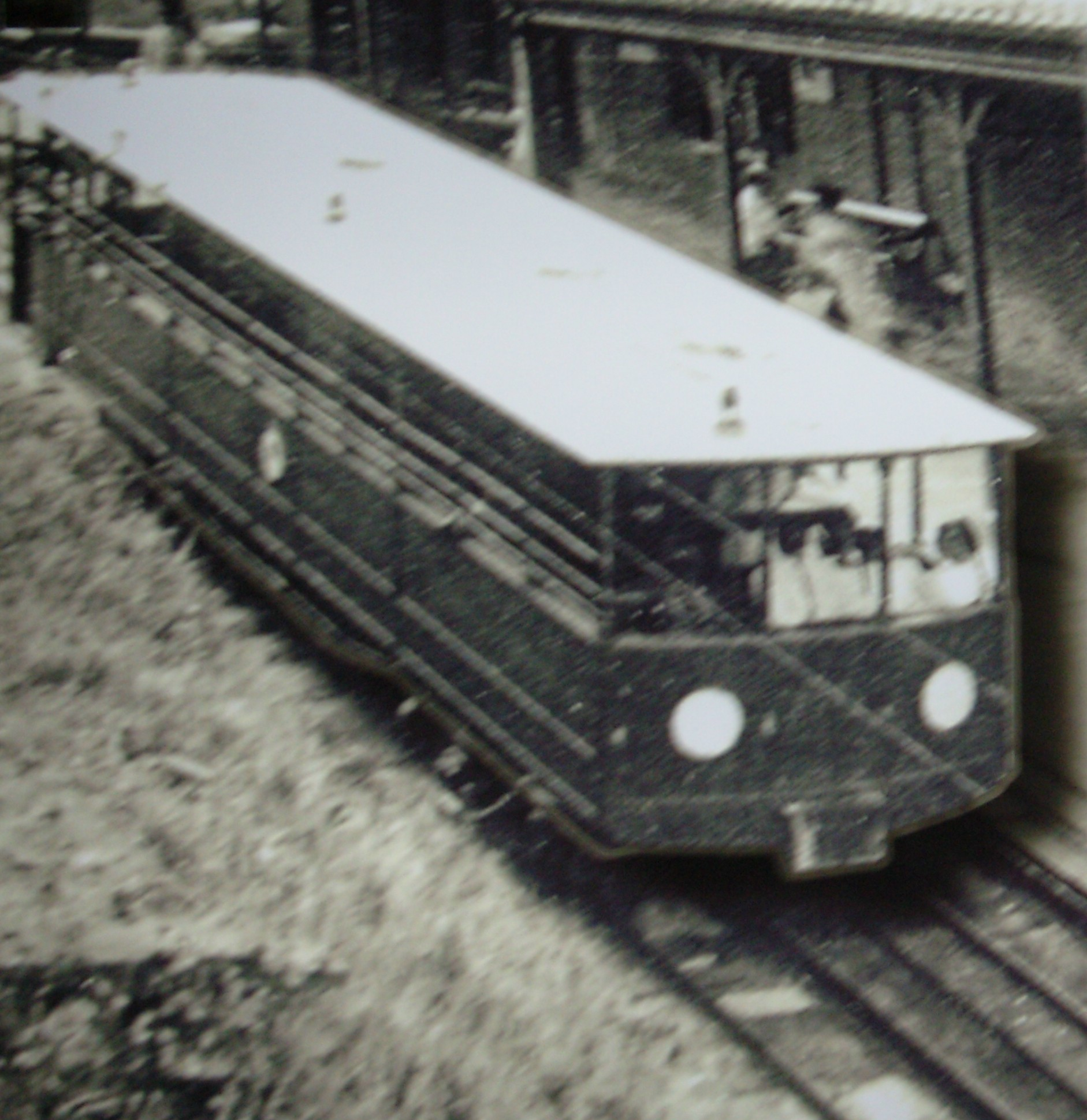
十九世紀山頂纜車車廂
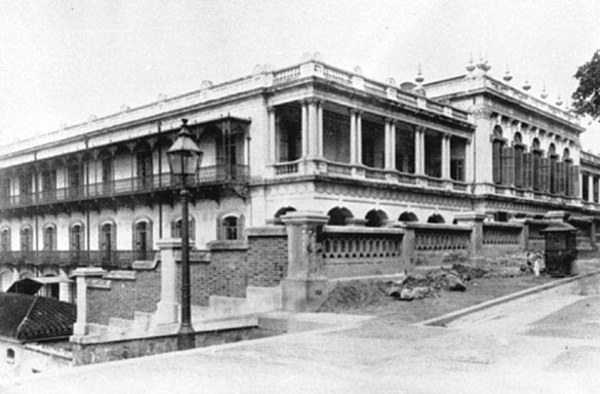
1897年的皇仁書院校舍